# Hespellia stercorisuis
Hespellia stercorisuis è una specie di batterio appartenente alla famiglia delle Clostridiaceae.